# Blastobasis
Blastobasis är ett släkte av fjärilar som beskrevs av Philipp Christoph Zeller 1855. Blastobasis ingår i familjen förnamalar. Enligt Catalogue of Life omfattar Blastobasis 125 arter.

## Dottertaxa tillBlastobasis, i alfabetisk ordning[1][2]
| XXXXXXXXXXXXXXXXXXXXXX       |  |                                        |  |  |
| Blastobasis acarta           |  |                                        |  |  |
| Blastobasis acuta            |  |                                        |  |  |
| Blastobasis aequivoca        |  |                                        |  |  |
| Blastobasis albidella        |  |                                        |  |  |
| Blastobasis ampla            |  |                                        |  |  |
| Blastobasis anachasta        |  |                                        |  |  |
| Blastobasis anthoptera       |  |                                        |  |  |
| Blastobasis aphanes          |  |                                        |  |  |
| Blastobasis aphilodes        |  |                                        |  |  |
| Blastobasis argillacea       |  |                                        |  |  |
| Blastobasis arguta           |  |                                        |  |  |
| Blastobasis athymopa         |  |                                        |  |  |
| Blastobasis atlantella       |  |                                        |  |  |
| Blastobasis atmosema         |  |                                        |  |  |
| Blastobasis atmozona         |  |                                        |  |  |
| Blastobasis biceratala       |  |                                        |  |  |
| Blastobasis bilineatella     |  |                                        |  |  |
| Blastobasis byrsodepta       |  |                                        |  |  |
| Blastobasis candidata        |  |                                        |  |  |
| Blastobasis celaenephes      |  |                                        |  |  |
| Blastobasis chloroptris      |  |                                        |  |  |
| Blastobasis cineracella      |  |                                        |  |  |
| Blastobasis citricolella     |  |                                        |  |  |
| Blastobasis coenomorpha      |  |                                        |  |  |
| Blastobasis commendata       |  |                                        |  |  |
| Blastobasis controversella   |  |                                        |  |  |
| Blastobasis cophodes         |  |                                        |  |  |
| Blastobasis crassifica       |  |                                        |  |  |
| Blastobasis crotospila       |  |                                        |  |  |
| Blastobasis crypsimorpha     |  |                                        |  |  |
| Blastobasis curta            |  |                                        |  |  |
| Blastobasis decolor          |  |                                        |  |  |
| Blastobasis decolorella      |  | Madeiraförnamal                        |  |  |
| Blastobasis desertarum       |  |                                        |  |  |
| Blastobasis determinata      |  |                                        |  |  |
| Blastobasis distinctella     |  |                                        |  |  |
| Blastobasis divisus          |  |                                        |  |  |
| Blastobasis dyssema          |  |                                        |  |  |
| Blastobasis egens            |  |                                        |  |  |
| Blastobasis episema          |  |                                        |  |  |
| Blastobasis ergastulella     |  |                                        |  |  |
| Blastobasis eriobotryae      |  |                                        |  |  |
| Blastobasis erydryas         |  |                                        |  |  |
| Blastobasis evanescens       |  |                                        |  |  |
| Blastobasis exclusa          |  |                                        |  |  |
| Blastobasis explorata        |  |                                        |  |  |
| Blastobasis extensa          |  |                                        |  |  |
| Blastobasis fatigata         |  |                                        |  |  |
| Blastobasis fidella          |  |                                        |  |  |
| Blastobasis fuscomaculella   |  |                                        |  |  |
| Blastobasis gracilis         |  |                                        |  |  |
| Blastobasis grenadensis      |  |                                        |  |  |
| Blastobasis guilandinae      |  |                                        |  |  |
| Blastobasis homadelpha       |  |                                        |  |  |
| Blastobasis hulstella        |  |                                        |  |  |
| Blastobasis inana            |  |                                        |  |  |
| Blastobasis incuriosa        |  |                                        |  |  |
| Blastobasis inderskella      |  |                                        |  |  |
| Blastobasis indigesta        |  |                                        |  |  |
| Blastobasis indirecta        |  |                                        |  |  |
| Blastobasis industria        |  |                                        |  |  |
| Blastobasis intrepida        |  |                                        |  |  |
| Blastobasis irroratella      |  |                                        |  |  |
| Blastobasis lacticolella     |  |                                        |  |  |
| Blastobasis lavernella       |  |                                        |  |  |
| Blastobasis lecaniella       |  |                                        |  |  |
| Blastobasis leucochyta       |  |                                        |  |  |
| Blastobasis leucogonia       |  |                                        |  |  |
| Blastobasis leucotoxa        |  |                                        |  |  |
| Blastobasis leucozyga        |  |                                        |  |  |
| Blastobasis lignea           |  |                                        |  |  |
| Blastobasis lutiflua         |  |                                        |  |  |
| Blastobasis maritimella      |  |                                        |  |  |
| Blastobasis marmorosella     |  |                                        |  |  |
| Blastobasis maroccanella     |  |                                        |  |  |
| Blastobasis mesomochla       |  |                                        |  |  |
| Blastobasis mnemosynella     |  |                                        |  |  |
| Blastobasis molinda          |  |                                        |  |  |
| Blastobasis monopetali       |  |                                        |  |  |
| Blastobasis monozona         |  |                                        |  |  |
| Blastobasis neozona          |  |                                        |  |  |
| Blastobasis nephelias        |  |                                        |  |  |
| Blastobasis nephelophaea     |  |                                        |  |  |
| Blastobasis nigromaculata    |  |                                        |  |  |
| Blastobasis obsoletella      |  | (synonym till Asaphocrita obsoletella) |  |  |
| Blastobasis ochreopalpella   |  |                                        |  |  |
| Blastobasis ochrobathra      |  |                                        |  |  |
| Blastobasis ochromorpha      |  |                                        |  |  |
| Blastobasis pacalis          |  |                                        |  |  |
| Blastobasis pallescens       |  |                                        |  |  |
| Blastobasis pentasticta      |  |                                        |  |  |
| Blastobasis phaeopasta       |  |                                        |  |  |
| Blastobasis phycidella       |  | (synonym till Hypatopa phycidella)     |  |  |
| Blastobasis pica             |  |                                        |  |  |
| Blastobasis plummerella      |  |                                        |  |  |
| Blastobasis polyphagum       |  |                                        |  |  |
| Blastobasis proagorella      |  |                                        |  |  |
| Blastobasis roscidella       |  |                                        |  |  |
| Blastobasis roscidella magna |  |                                        |  |  |
| Blastobasis rubiginosella    |  |                                        |  |  |
| Blastobasis sagitella        |  |                                        |  |  |
| Blastobasis salebrosella     |  |                                        |  |  |
| Blastobasis sciota           |  |                                        |  |  |
| Blastobasis scotia           |  |                                        |  |  |
| Blastobasis segnella         |  | (synonym till Hypatopa segnella)       |  |  |
| Blastobasis semilutea        |  |                                        |  |  |
| Blastobasis sostra           |  |                                        |  |  |
| Blastobasis spectabilella    |  |                                        |  |  |
| Blastobasis spermologa       |  |                                        |  |  |
| Blastobasis sprotundalis     |  |                                        |  |  |
| Blastobasis sublineatella    |  |                                        |  |  |
| Blastobasis subolivacea      |  |                                        |  |  |
| Blastobasis suppletella      |  |                                        |  |  |
| Blastobasis syrmatodes       |  |                                        |  |  |
| Blastobasis tanyptera        |  |                                        |  |  |
| Blastobasis tarda            |  |                                        |  |  |
| Blastobasis taricheuta       |  |                                        |  |  |
| Blastobasis trachelista      |  |                                        |  |  |
| Blastobasis transcripta      |  |                                        |  |  |
| Blastobasis triangularis     |  |                                        |  |  |
| Blastobasis velutina         |  |                                        |  |  |
| Blastobasis villella         |  |                                        |  |  |
| Blastobasis vittata          |  |                                        |  |  |
| Blastobasis xanthographella  |  |                                        |  |  |
| Blastobasis xylophaga        |  |                                        |  |  |
| Blastobasis yuccaecolella    |  |                                        |  |  |

## Bildgalleri

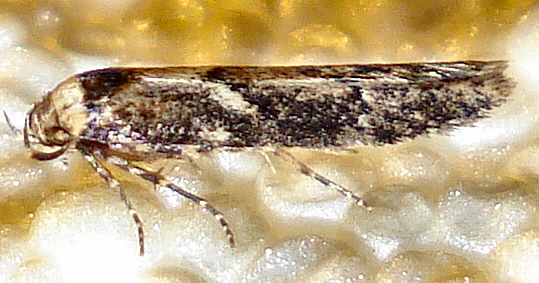
Blastobasis adustella
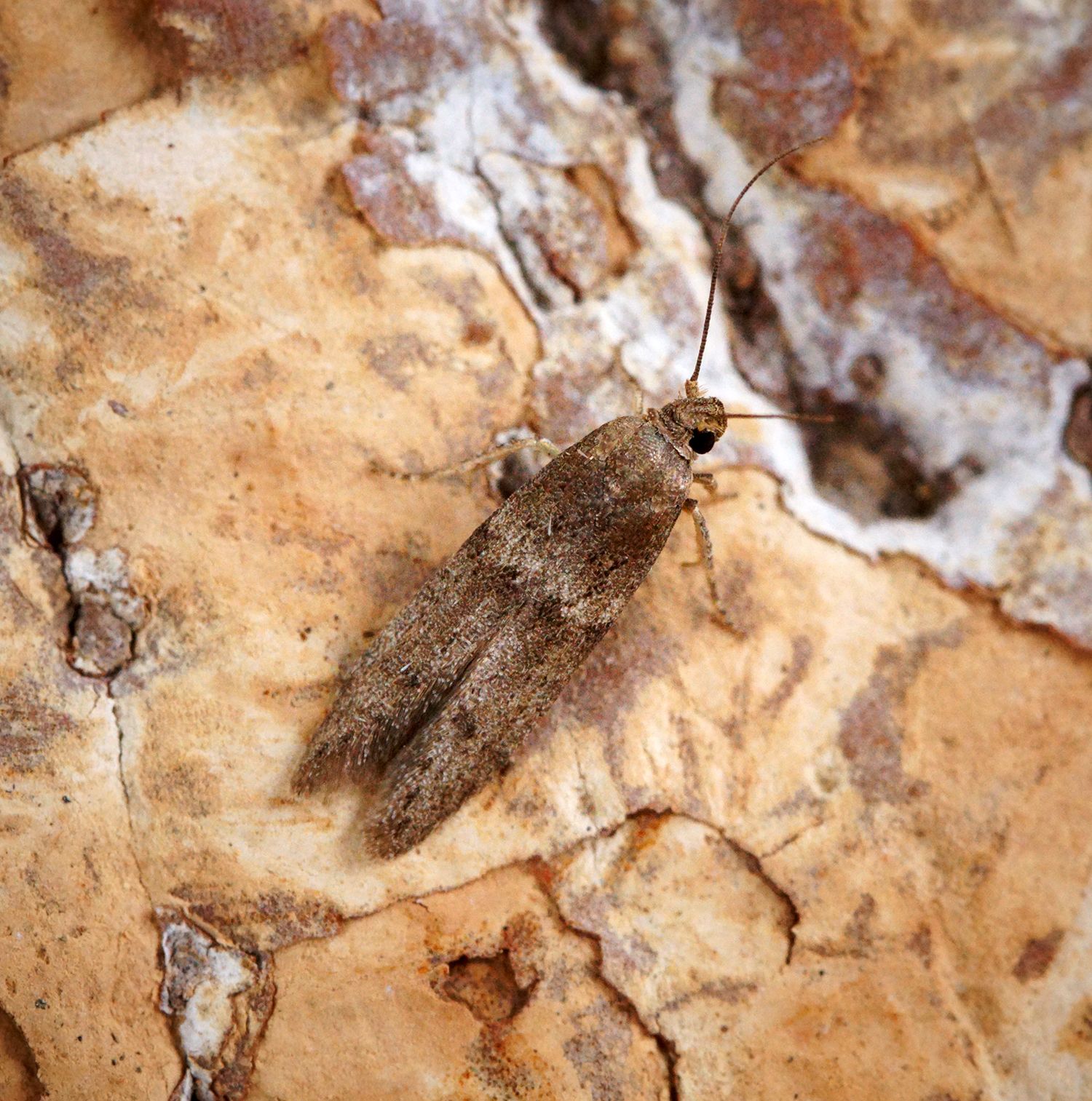
Blastobasis phycidella
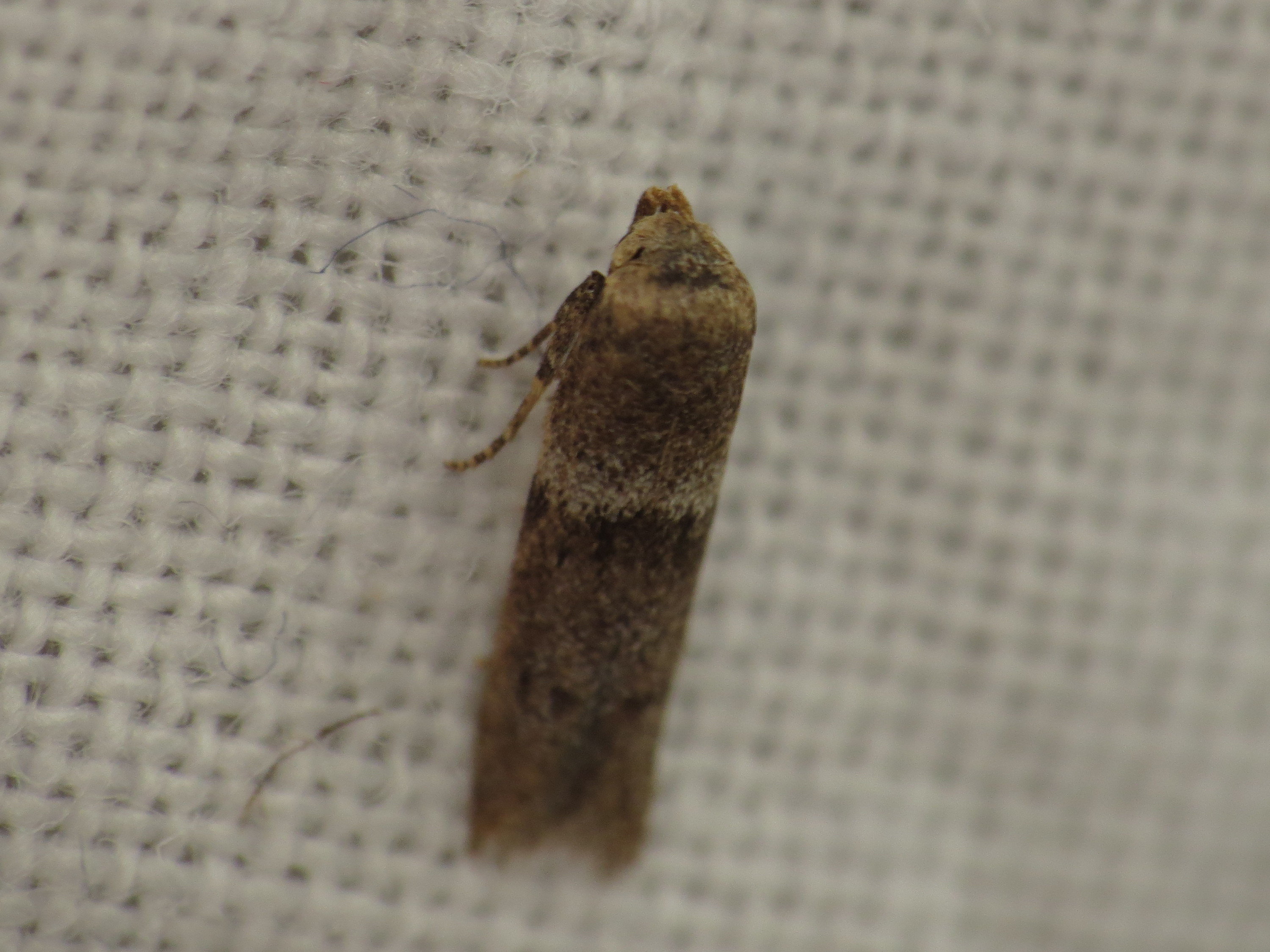
Blastobasis scotia
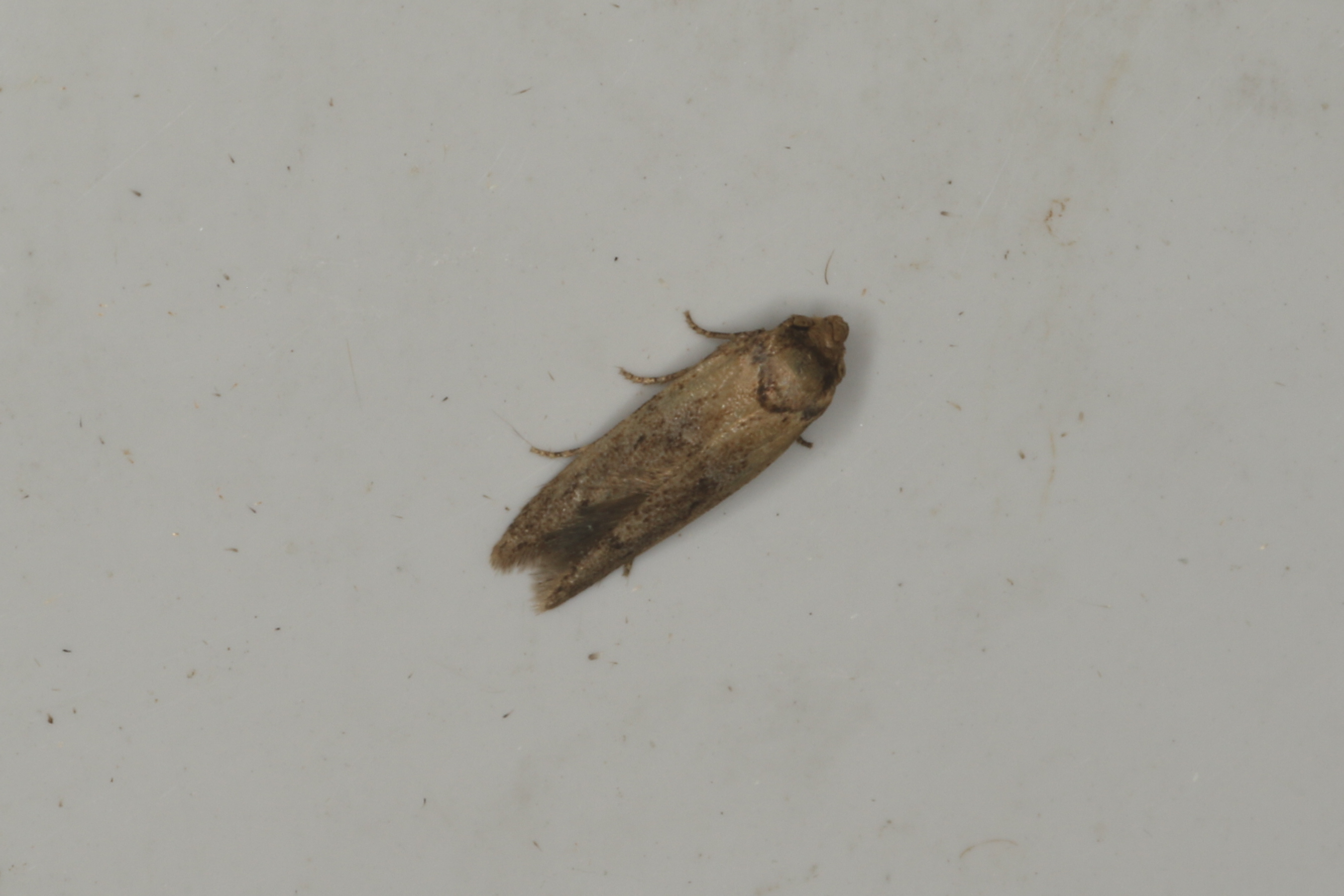
Blastobasis tarda
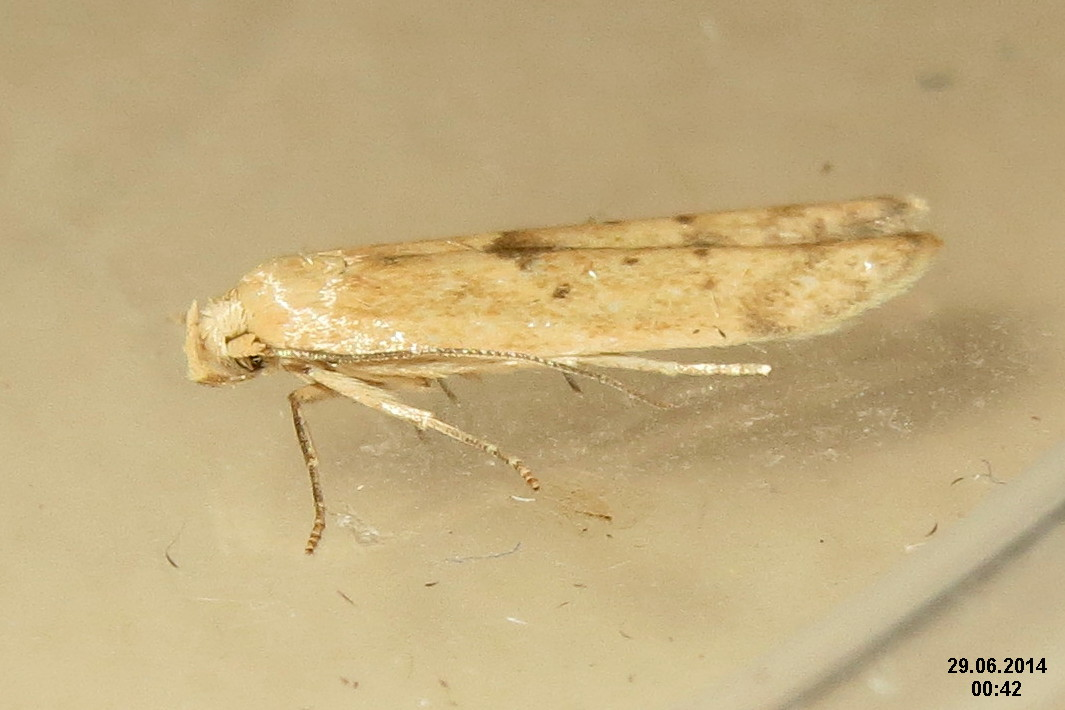
Blastobasis lacticolella